# Triplectides variipennis
Triplectides variipennis är en nattsländeart som först beskrevs av Luisa Eugenia Navas 1927.  Triplectides variipennis ingår i släktet Triplectides och familjen långhornssländor. Inga underarter finns listade i Catalogue of Life.